# Yutaka Banno

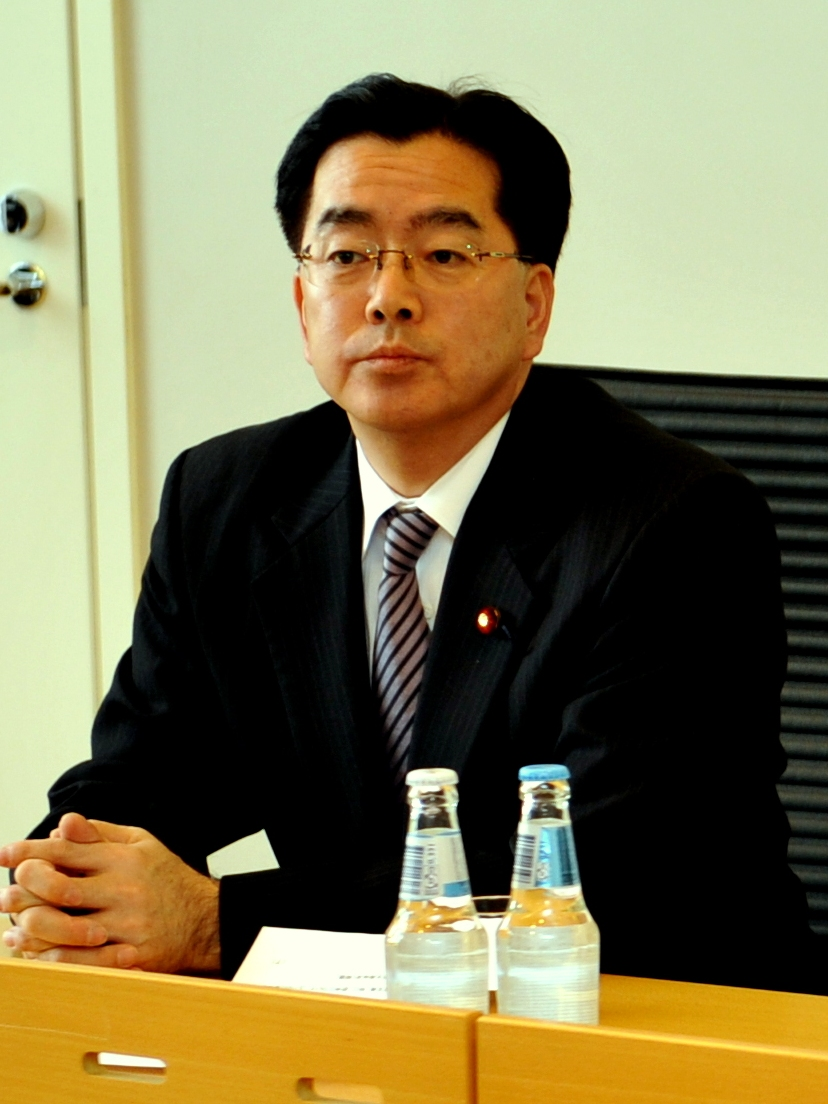
Yutaka Banno (2011)

Yutaka Banno (jap. 伴野 豊, Banno Yutaka; * 1. Januar 1961 in Tōkai, Präfektur Aichi) ist ein japanischer Politiker (DPJ→DFP→DVP→KDP). Er war von 2000 bis 2012 und von 2014 bis 2017 und ist erneut seit 2021 Abgeordneter im Shūgiin, dem Unterhaus des japanischen Parlaments, derzeit für den 8. Wahlkreis von Aichi (zwischenzeitlich für den Verhältniswahlblock Tōkai).

## Leben
Banno schloss 1983 sein Studium an der Technischen Universität Nagoya ab, wo er anschließend bis 1985 ein Graduiertenstudium anschloss. Danach wurde er Angestellter der Staatsbahn, nach deren Privatisierung und Aufteilung 1987 wurde er von der JR Tōkai übernommen, wo er später unter anderem an den Planungen für die Chūō-Shinkansen mitwirkte. 1994 verließ er das Unternehmen, um sich der Politik zuzuwenden. Zunächst arbeitete er als Sekretär eines Shūgiinabgeordneten, ab 1995 im Präfekturverband Aichi der Neuen Fortschrittspartei (NFP).
Bei der Shūgiin-Wahl 1996 kandidierte Banno für die NFP im 5. Wahlkreis Aichi, landete aber hinter dem Demokraten Hirotaka Akamatsu und dem Liberaldemokraten Takehide Kimura nur auf Platz drei. Nach der Auflösung der NFP ab 1998 selbst Mitglied der „neuen“ Demokratischen Partei (DPJ), kandidiert Banno seit 2000 im Wahlkreis 8, den er aber nur 2003, 2009 und 2024 gewinnen konnte, 2000 und 2005 aber einen Sitz im Verhältniswahlblock Tōkai gewann.
In der Demokratischen Partei war er unter anderem stellvertretender Generalsekretär (2009), Mitglied in Ichirō Ozawas Schattenkabinett 2006 (als „nächster Minister“ für Land, Infrastruktur und Verkehr) sowie in späteren Schattenkabinetten als Staatssekretär für Umwelt, im Shūgiin unter anderem Mitglied des Haushalts- und des Irak-Sonderausschusses. Von September 2010 bis 2011 (Kabinett Kan, 1. und 2. Umbildung) war er „Vizeminister“ im Außenministerium, im Herbst 2012 für einige Monate (Kabinett Noda (3. Umbildung)) im MLIT.
Bei der Shūgiin-Wahl 2012 verlor Banno seinen Wahlkreis an den Liberaldemokraten Tadahiko Itō und verfehlte auch eine Wiederwahl im Verhältniswahlblock Tōkai. 2014 verlor er den Wahlkreis erneut, aber knapp genug um bei der Verhältniswahl als bester Wahlkreisverlierer den 2. Platz auf der Liste der Demokraten in Tōkai zu erringen und so ins Parlament zurückzukehren. Nachdem sich die Demokratische Fortschrittspartei (DFP), die Nachfolgepartei der DPJ, aus der Wahl 2017 zurückgezogen hatte, kandidierte er weder für die Kibō no Tō von Yuriko Koike noch für die Konstitutionell-Demokratische Partei (KDP) von Yukio Edano. Banno erreichte mit 106.625 Stimmen zwar sein bestes Ergebnis seit 2009, unterlag jedoch Itō erneut (Itō 108.477 Stimmen) und war als Unabhängiger auf keiner Verhältniswahlliste abgesichert, sodass er aus dem Shūgiin ausschied. Er schloss sich im Mai 2018 der Demokratischen Volkspartei an, die aus der Fusion von DFP und Kibō no Tō entstanden war.
Bei der Neuorganisation der beiden Demokratischen Parteien 2020 wurde Banno Mitglied der „neuen“ KDP. Für diese verlor er bei der Wahl 2021 zwar wieder sehr knapp um 1.065 Stimmen an Itō, führte mit dieser knappen Niederlage aber die KDP-Verhältniswahlliste in Tōkai an und kehrte ins Abgeordnetenhaus zurück. 2024, als die KPJ anders als 2021 wieder einen Kandidaten in Aichi 8 nominierte, gewann er mit über 9.000 Stimmen Vorsprung auf Itō.